# Acauloplacella asiatica
Acauloplacella asiatica är en insektsart som först beskrevs av Brunner von Wattenwyl 1895.  Acauloplacella asiatica ingår i släktet Acauloplacella och familjen vårtbitare. Inga underarter finns listade i Catalogue of Life.